# Галпилил, Дэвид
Дэвид Галпилил (англ. David Gulpilil; 1 июля 1953 — 29 ноября 2021) — австралийский актёр и танцор, этнический абориген народности йолнгу. Получил известность как исполнитель ролей во множестве австралийских фильмов, среди которых «Обход», «Мальчик и океан», «Последняя волна», «Преследователь», «Клетка для кроликов», «Земля Чарли» и другие.
Актёр был известен под кратким именем Дэвид Галпилил (или Гулпилил) и полным именем Дэвид Галпилил Риджимирарил Далаитнгу. После его смерти семья высказала пожелание, чтобы в дальнейшем актёра называли только Дэвид Далаитнгу, а имя Галпилил применительно к нему больше не употреблялось. Однако уже через три дня после смерти актёра от лица сообщества йолнгу и родственников было объявлено, что в дальнейшем могут быть использованы все имена, под которым он был известен при жизни.

## Биография
Галпилил был воспитан в традиционной культуре аборигенов, и уже в раннем возрасте получил умения охотника, проводника и танцора. Он также учился в школе в поселении Манингрида в Северной территории Австралии. В 1969 году Галпилила встретил кинорежиссёр Николас Роуг, который подыскивал локации и актёров для своего будущего фильма. В результате Дэвид снялся в главной роли юноши-аборигена, и после выхода фильма «Обход» в 1971 году приобрёл известность в том числе и далеко за пределами Австралии.
На протяжении более чем сорока лет Галпилил снялся в десятках фильмов. В 2003 году вышел посвящённый ему документальный фильм Gulpilil: One Red Blood, название которого взято из высказывания самого актёра: «Независимо от того, кто из нас откуда, мы все одной крови, одной и то же» (англ. No matter where we are from, we are all one blood, the same. В 2019 году он завершил актёрскую карьеру в связи с развившимся у него раком лёгких. Он также не смог прибыть на церемонию вручения премии NAIDOC Awards, вручаемой за вклад в развитие аборигенной культуры.
Помимо актёрской карьеры, Галпилил занимался подготовкой танцевальных и музыкальных коллективов, с которыми выступал на многих фестивалях австралийской культуры.
В 2021 году состоялась премьера документального фильма о жизни Дэвида Галпилила «Меня зовут Галпилил» (My Name Is Gulpilil), снятого Молли Рейнольдс.
Скончался Дэвид Галпилил 29 ноября 2021 года после борьбы с раком лёгких, обнаруженным у него в 2017 году.

## Фильмография
| Год       |   | Русское название             | Оригинальное название             | Роль                |
| --------- | - | ---------------------------- | --------------------------------- | ------------------- |
| 2021      | ф | Меня зовут Галпилил          | My Name Is Gulpilil               | в роли самого себя  |
| 2019      | ф | Мой друг мистер Персиваль    | Storm Boy                         | отец Билла          |
| 2017      | с | Оставленные                  | The Leftovers                     |                     |
| 2017      | ф | Бремя                        | Cargo                             | старик              |
| 2016      | ф | Голдстоун                    | Goldstone                         | Джимми              |
| 2016      | ф |                              | Crazy Days at the old Brumby Moon | старый Мик          |
| 2013      | ф | Страна Чарли                 | Charlie's Country                 | Чарли               |
| 2012      | ф | Дорога звёзд                 | Satellite Boy                     | Джагамарра          |
| 2008      | ф | Австралия                    | Australia                         |                     |
| 2006      | ф | Десять лодок                 | Ten Canoes                        | рассказчик          |
| 2005      | ф | Предложение                  | The Proposition                   | Джеко               |
| 2002      | ф | Преследователь               | The Tracker                       | Проводник           |
| 2002      | ф | Клетка для кроликов          | Rabbit-Proof Fence                | Муду                |
| 2001      | ф | Серенады                     | Serenades                         | абориген            |
| 1999—2002 | с | Повелитель зверей            | BeastMaster                       |                     |
| 1996      | ф | Мёртвое сердце               | Dead Heart                        | человек в пустыне   |
| 1991      | ф | Когда наступит конец света   | Until the End of the World        | Дэвид               |
| 1988      | ф | Крокодил Данди 2             | Crocodile Dundee II               | Невилл              |
| 1987      | ф | Век невежества               | Dark Age                          | Аджарал             |
| 1986      | ф | Данди по прозвищу «Крокодил» | Crocodile Dundee                  | Невилл              |
| 1983      | ф | Парни что надо               | The Right Stuff                   |                     |
| 1978      | ф | Мальчик потерялся            | Little Boy Lost                   |                     |
| 1977      | ф | Последняя волна              | The Last Wave                     | Крис                |
| 1976      | ф | Мальчик и океан              | Storm Boy                         | Билл Костяной Палец |
| 1976      | ф | Бешеный пес Морган           | Mad Dog Morgan                    | Билли               |
| 1971      | ф | Обход                        | Walkabout                         | юноша-абориген      |